# Kurashiki
Kurashiki (japanska: 倉敷市?, Kurashiki-shi) är en stad i Okayama prefektur i Japan. Staden fick stadsrättigheter 1928 och har sedan 2002
status som kärnstad (japanska: 中核市?, Chūkakushi) enligt lagen om lokalt självstyre.
I Kurashiki finns i Bikan-distriktet gamla köpmanskvarter med många fina exempel på lagerbyggnader i trä från 1600-talet i traditionell stil. Kura, 倉, i stadens namn betyder lagerbyggnad. I området finns inga lyktstolpar för att det ska ge en känsla av hur det såg ut under Meijiperioden.

## Kommunikationer
Nio km väster om stadens centrum ligger stationen Shin-Kurashiki på Sanyo Shinkansen.
Dessutom finns ett antal regionala järnvägslinjer i staden.

## Bilder

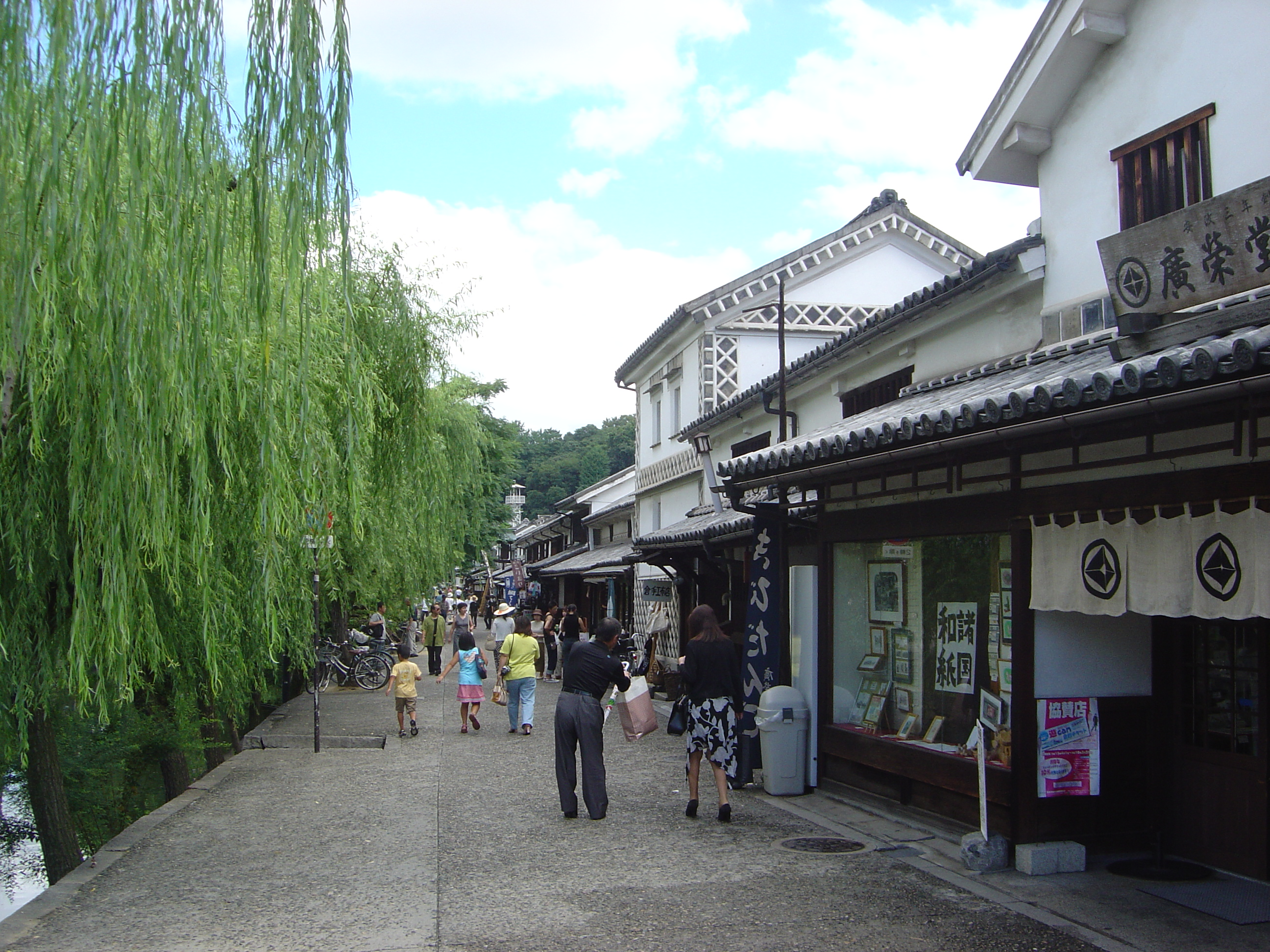
Lagerbyggnader från 1800-talet i Bikan
Bikan
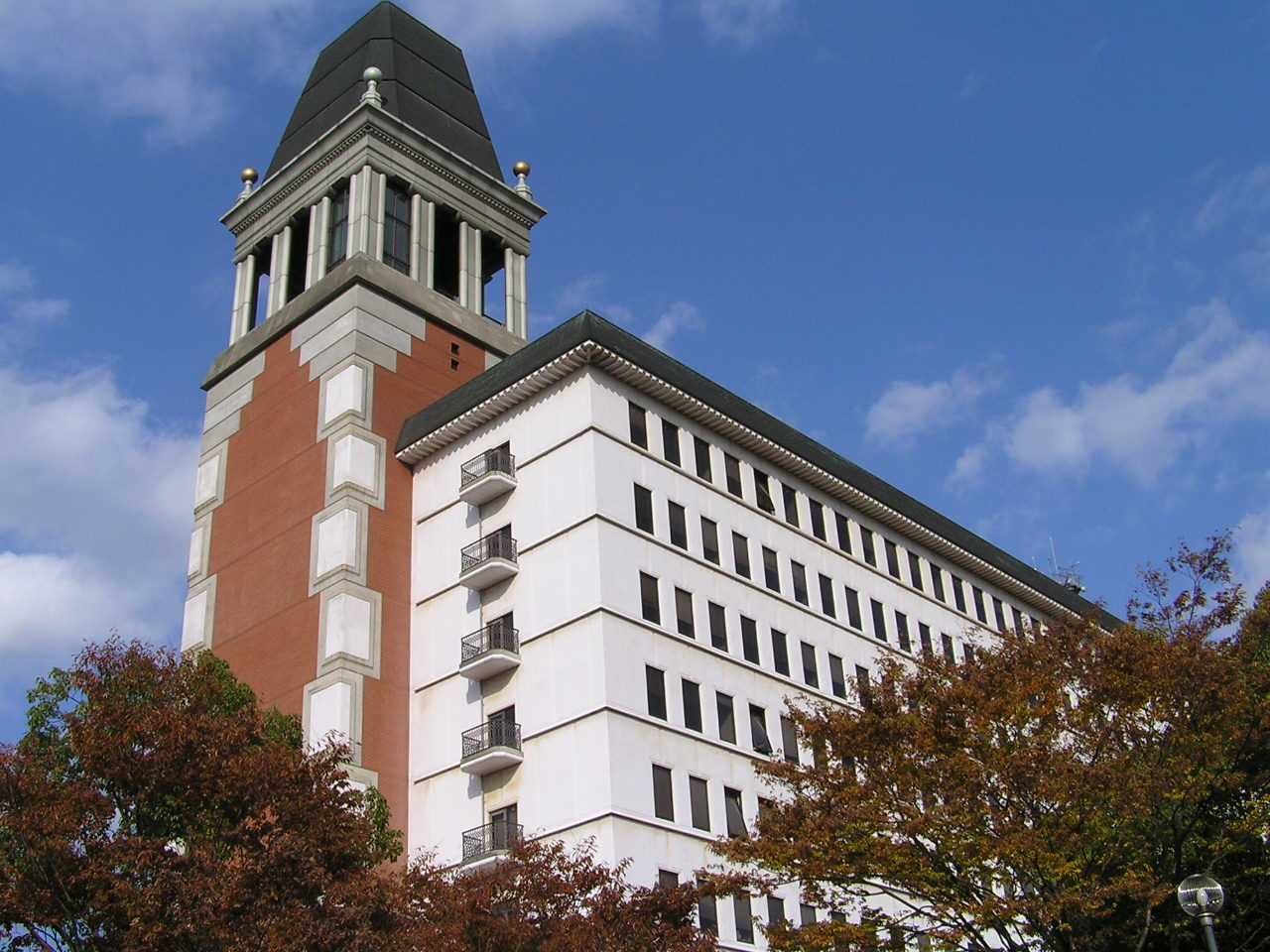
Stadshuset Arkitekt:Kenzō Tange